# Jaromír Šimánek
Jaromír Šimánek (* 5. ledna 1959) je bývalý český politik, v 90. letech 20. století poslanec České národní rady a Poslanecké sněmovny za ODS.

## Biografie
Ve volbách v roce 1992 byl zvolen do České národní rady za ODS (volební obvod Severomoravský kraj). Zasedal ve výboru výbor pro právní ochranu a bezpečnost (později oficiálně branný a bezpečnostní výbor) a byl členem mandátového a imunitního výboru.
Od vzniku samostatné České republiky v lednu 1993 byla ČNR transformována na Poslaneckou sněmovnu Parlamentu České republiky. Zde setrval do konce funkčního období parlamentu, tedy do voleb v roce 1996.
V komunálních volbách roku 1994 a komunálních volbách roku 1998 byl zvolen do zastupitelstva města Opava, v roce 1994 za ODS, roku 1998 jako bezpartijní. Opětovně se o zvolení neúspěšně pokoušel v komunálních volbách roku 2002 za hnutí NEZÁVISLÍ. Profesně se k roku 2002 uvádí jako pedagog.
V 1. polovině 90. let 20. století se popisuje jako „nejmocnější muž opavské ODS, konstruktér polistopadové pravicové politiky v Opavě a spojenec přednosty Šroma.“ Po volbách v roce 1994 ale ztratil četné spojence na pravici. Ostře kritizoval primátora Mrázka z ODA. Odpor vyvolal i jeho návrh tzv. antikomunistické vyhlášky, která by zakázala na území města propagovat bývalý komunistický režim. Navrhovaná vyhláška byla kritizována novináři jako potenciální omezení svobody tisku. Patřil mezi zakladatele ODS na Opavsku a byl prvním okresním předsedou strany. V listopadu 1996 ho ovšem opavská ODS vyloučila ze svých řad pro „destrukční činnost v opavském městském zastupitelstvu.“ Šimánek ale rozhodnutí označil za neplatné, protože mezitím přestoupil do jiného místního sdružení ODS. V roce 1997 se uvádí jako místopředseda místního sdružení ODS Kravaře. V červnu 1997 ho ale ODS i zde ze svých řad vyloučila. V srpnu 1997 deklaroval, že chce požádat Kanadu o azyl z důvodu rasové diskriminace ze strany Romů. Gestem chtěl prý upozornit na to, že argumenty Romů pro žádost o azyl se dají aplikovat i na neromskou populaci. Původní profesí byl pedagog-defektolog.
Ve volbách do senátu v roce 2000 chtěl kandidovat za senátní obvod č. 68 - Opava jako nezávislý kandidát, ale krátce před volbami svou kandidaturu stáhl. Jeho kampaň prý měla za cíl jen upozornit na zbytečnost senátu.